# إمارة أنهالت تسربست
أنهالت-تسربست كانت إمارة تابعة لإمبراطورية الرومانية المقدسة تحكمها عائلة أسكانيا وهي جزء من أمارات أنهالت، ومقرها في تسربست، تقع حدود الإمارة اليوم في ولاية ساكسونيا-أنهالت الحالية، ظهرت كتقسيم فرعي لإمارة أنهالت منذ عام 1252 حتى عام 1396كظهور الأولى، تم قُسمت إلى إمارتي أنهالت-ديساو وأنهالت -كوثن، تم إعادة تأسيسها مرة أُخرى في عام 1544، وأخيراً قسمت بين أنهالت-دساو، وأنهالت-كوثن، وأنهالت -بيرنبورغ في عام 1796 بعد انقراض الفرع.
ومن هذا الفرع تنتسب إيكاترينا الثانية إمبراطورة روسيا.